# Susumu Tonegawa
 (novembre 2017).
Susumu Tonegawa (利根川 進, Tonegawa Susumu), né le 6 septembre 1939 à Nagoya, est un scientifique japonais qui a obtenu le prix Nobel de physiologie ou médecine en 1987 pour « sa découverte du principe génétique de la génération de la diversité des anticorps ». Bien qu'il ait obtenu le prix pour son travail en immunologie, Tonegawa est un biologiste moléculaire de formation. Plus tard, il s'est intéressé aux bases moléculaires et cellulaires de la formation de la mémoire. Il a reçu le prix Gairdner en 1983.
Pour obtenir la diversité des anticorps nécessaires à la protection contre tout type d'antigène, le système immunitaire aurait besoin de millions de gènes codant différents anticorps, si chaque anticorps était codé par un gène. Cependant, comme le montre Tonegawa dans une série d’expériences marquantes commençant en 1976, le matériel génétique peut se réorganiser lui-même pour former le vaste éventail d’anticorps disponibles. En comparant l'ADN des lymphocytes B (un type de globules blancs) chez des souris embryonnaires et adultes, il a observé que les gènes des lymphocytes B des souris plus âgées sont déplacés, recombinés et supprimés pour former la diversité de la région variable des anticorps.
Tonegawa est né à Nagoya, au Japon. Il a obtenu sa licence de l'Université de Kyoto en 1963. Il a obtenu son doctorat de l'Université de Californie à San Diego. Il a effectué des travaux postdoctoraux à l'Institut Salk de San Diego, puis a travaillé à l'Institut d'immunologie de Bâle, en Suisse, où il a effectué ses expériences marquantes en immunologie. En 1981, il est devenu professeur au Massachusetts Institute of Technology.

## Recherche

### Découverte de la diversité de l'immunité
Le travail du Prix Nobel de Tonegawa a élucidé le mécanisme génétique du système immunitaire adaptatif, qui était la question centrale de l'immunologie depuis plus de 100 ans. Avant la découverte de Tonegawa, une première idée d'expliquer le système immunitaire adaptatif a suggéré que chaque gène produit une protéine; Cependant, il y a moins de 19 000 gènes dans le corps humain qui peuvent néanmoins produire des millions d'anticorps. Dans des expériences débutant en 1976, Tonegawa a montré que le matériel génétique se réorganise pour former des millions d'anticorps. En comparant l'ADN des Lymphocyte B (un type de globule blanc) chez des souris embryonnaires et adultes, il a observé que les gènes dans les Lymphocyte B matures des souris adultes sont déplacés, recombinés et supprimés pour former la diversité de la région variable de anticorps. En 1983, Tonegawa a également découvert un élément amplificateur transcriptionnel associé à un complexe de gène d'anticorps, le premier élément amplificateur cellulaire.

### Neuroscience
Peu de temps après son prix Nobel en 1990, Tonegawa a de nouveau changé de domaine de l'immunologie à la neuroscience, où il a concentré ses recherches dans les années qui ont suivi.
Le laboratoire de Tonegawa a été le pionnier des technologies introductives transgéniques et des gènes knock-out dans les systèmes mammifères. Il a participé à des travaux préliminaires démontrant l'importance de CaMKII (1992) et du récepteur NMDA (1996) dans la formation de la mémoire.
Le laboratoire de Tonegawa a découvert que les épines neuronales dendritiques dans le cortex temporal sont une cible probable pour le traitement du syndrome du X fragile. Avec une dose du médicament inhibiteur FRAX586, Tonegawa a montré une réduction marquée des symptômes de FXS dans le modèle murin.
Tonegawa a été l'un des premiers à adopter l'optogénétique et la biotechnologie dans la recherche en neurosciences, ce qui a mené à son travail novateur d'identification et de manipulation des cellules engrammes de la mémoire. En 2012, son laboratoire a démontré que l'activation d'une sous-population spécifique de neurones de l'hippocampe de la souris, marquée au cours d'un paradigme de conditionnement de la peur, est suffisante pour susciter une réponse comportementale corrélée à une trace mémoire précise. Cela a confirmé pour la première fois que l'information de la mémoire est stockée dans des ensembles cellulaires spécifiques dans l'hippocampe, maintenant fréquemment appelées engrammes de mémoire.
Plus récemment, son laboratoire continue d'utiliser la technologie optogénétique et les techniques d'injection de virus pour étendre ses découvertes sur l'ensemble des cellules engram. Notamment, Tonegawa a découvert le rôle des ensembles de cellules d'engrammes de mémoire dans la valence de mémoire, aussi bien que leur rôle dans les désordres de cerveau tels que la dépression, l'amnésie, et la maladie d'Alzheimer. Ces travaux fournissent des preuves de concept pour de futurs traitements médicaux chez l'homme à travers la manipulation d'ensembles d'engrammes de mémoire.

## Prix et récompenses
- 1978 - Prix Cloëtta
- 1982 - Prix Louisa-Gross-Horwitz
- 1983 - Prix Gairdner
- 1984 - Ordre de la Culture (Bunkakunsho), Empereur du Japon
- 1984 - Associé étranger, Académie américaine des arts et des sciences[8]
- 1986 - Associé étranger, Académie nationale des sciences des États-Unis[9]
- 1986 - Prix Robert Koch
- 1987 - Prix Albert-Lasker pour la recherche médicale fondamentale
- 1987 - Prix Nobel de physiologie ou de médecine
- 1995 - honoré sur un timbre (Scott n ° 1635c) délivré par la Gambie[10]
- 1998 - Prix HHMI Alumni[11]
- 2004 - Diplôme honorifique, Université de Kyoto[12]
- 2006 - Membre, Association américaine pour l'avancement des sciences
- 2007 - Fellow RIKEN
- 2009 - Diplôme honorifique, Université municipale de Hong Kong[13]
- 2010 - Prix David M. Bonner pour l'ensemble des réalisations, UCSD